# ایست قلبی
ایست قلبی (به انگلیسی: Cardiac arrest) عبارتست از توقف گردش خون قلب. در این حالت عضلهٔ قلب هیچ‌گونه انقباضی نداشته و قلب هیچ خروجی و جریان خونی ندارد. ایست قلبی یکی از شرایطی‌ست که ممکن است برای یک پزشک در صدور گواهی فوت قانونی مورد استفاده قرار گیرد. امروزه ایست قلبی در بین جوانان شیوع فراوانی پیدا کرده است شیوه درست زندگی و اصلاح آن یکی از راه های جلوگیری از ایست قلبی است.
ایست قلبی با حمله قلبی یا اختلال خونرسانی به قلب، متفاوت است هرچند ممکن است ایست قلبی در اثر یک حمله قلبی نیز اتفاق بیافتد.
علل مختلفی ممکن است موجب ایست قلبی شوند مانند حمله قلبی و بیماری شریان‌های کرونری، اختلالات ریتم قلب مانند آسیستول، تروما، آمبولی ریه، غرق شدگی، خونریزی مغزی، مصرف بیش از حد دارو و کاردیومیوپاتی.
در ایالات متحده، نرخ رخداد ایست قلبی خارج از بیمارستان، حدود ۵٫۲ در ۱۰٬۰۰۰ نفر در سال است. احتمال ایست قلبی در دوران سالمندی شایع‌تر، و وقوع آن در مردان متداول‌تر از زنان است. میزان احیای افراد پس از ایست قلبی(داخل بیمارستان) حدود ۵۰ درصد است. با این حال نرخ بقای طولانی مدت، (با عوارض نورولوژیک خفیف تا متوسط) چیزی حدود ۱۰ درصد است. بسیاری از افراد پس از ایست قلبی با معلولیت‌های شدید مواجه خواهند بود.
موفقیت یا عدم موفقیت احیا بستگی به عوامل گوناگونی دارد.

## احیای قلبی ریوی
احیای قلبی ریوی یا سی. پی. آر شامل اقداماتی است که برای بازگرداندن اعمال حیاتی دو عضو مهم قلب و مغز در فردی که هوشیاری خود را از دست داده، انجام می‌شود و تلاش می‌شود تا گردش خون و تنفس به‌طور مصنوعی تا زمان برگشت جریان خون خودبخودی بیمار برقرار شود.: S643  اگر فرد دارای پالس بوده ولی دچار قطع تنفس شده باید با تنفس مصنوعی دهان به دهان ادامه داد. ایست قلبی-تنفسی بی‌گمان یکی از خطیرترین وضعیت‌هایی است که نیاز به اقدام فوری جهت حفظ حیات و پیشگیری از ضایعات جبران‌ناپذیر اندامهای حیاتی بدن دارد. این اقدامات بر اساس پروتکل‌های خاصی صورت می‌گیرد و لازمه اجرای آن کسب دانش و مهارت فرد احیاگر است.

## مراحل احیا
قبل از هرگونه اقدامی جهت انجام احیای قلبی تنفسی هر مصدوم اطمینان حاصل کنید که این عمل سلامتی شما یا مصدوم را از نظر سرایت بیماری‌هایی چون ایدز و هپاتیت تهدید نمی‌کند.
مهمترین تغییر در دستورالعمل احیاء سال ۲۰۱۰میلادی تغییر A-B-C (راه هوایی- تنفس- گردش خون) به C-A-B (گردش خون- راه هوایی- تنفس) می‌باشد. به استثنای نوزادان تازه متولد شده.: S640 
مراحل CPR در خارج از بیمارستان به ترتیب (چپ به راست) عبارتند از: ماساژ قلبی، بازکردن راه هوایی و دادن تنفس مصنوعی.

### ماساژ قلبی
آغاز ماساژ قلبی به علت کمک به پمپاژ مصنوعی قلب، اولین قدم و مهم‌ترین مانور امدادگر است که باید هرچه سریع‌تر آغاز گردد.
قبلاً توصیه می‌شد که برای بزرگسالان به ازای هر ۱۵ ماساژ قلبی ۲ تنفس مصنوعی و برای کودکان و نوزادان به ازای هر ۵ ماساژ قلبی ۲ تنفس مصنوعی انجام شود. در حال حاضر به جز در مورد نوزادان توصیه می‌شود که ۳۰ ماساژ قلبی برای هر ۲ تنفس مصنوعی انجام شود.
فشار بر روی قفسه سینه باید سریع و قوی باشد و با سرعت ۱۰۰ الی ۱۲۰ فشار در دقیقه انجام شود. با این حال باید زمان کافی برای برگشت قفسه سینه به بالا داده شود، به‌طوری‌که فشارهای متوالی، خون را به درون دستگاه گردش خون براند. برای انجام ماساژ قلبی پاشنه یک دست را باید در مرکز قفسه سینه، بر روی استرنوم(یا همان جناغ سینه)، در بین سر سینه‌ها(نیپل ها) قرار داد و دست دوم را باید روی دست اولی گذاشت به‌طوری‌که بتوان با حداکثر قدرت به پایین فشار آورده و دست بالایی انگشتان دست پایین را از محدوده ماساژ دور کند. آرنج ها باید کاملا صاف باشند و انگشتان دست ها با بدن بیمار تماس نداشته باشند.
 با هر فشار باید قفسه سینه حدود ۵ الی ۶ سانتی‌متر پایین برود. با توجه به حیاتی بودن این مانور، از احتمال شکسته شدن دنده‌ها چشم‌پوشی می‌شود و حتی امدادگر پس از شنیدن صدای شکسته شدن دنده، باید همچنان به ماساژینگ ادامه دهد.
اما در کلیه بیماران عمل c-a-b صادق نیست و در افرادی که مدت زمان قابل توجهی از ایست قلبی تنفسی آنها گذشته باشد، باید اول راه هوایی را باز نمود، بعد تنفس مصنوعی داد و سپس ماساژ قلبی (برقرار کردن گردش خون) انجام شود.

### بازکردن راه هوایی
هدف از بازکردن راه هوایی این است که امکان تنفس برای فرد فراهم شود. در گذشته توصیه می‌شد با قلاب کردن انگشتان به دور فک و کشیدن آن به جلو راه هوایی باز شود (مانور جلو بردن فک Jaw thrust).
اما انجام این مانور مشکل است و امروزه تصور می‌شود که نسبت به سایر روش‌ها از لحاظ آسیب به گردن بی‌خطرتر نیست؛ بنابراین در حال حاضر انجام مانور استاندارد «زاویه‌دار کردن سر- بلند کردن چانه» توصیه می‌شود برای انجام این کار روی پیشانی به سمت پایین فشار بیاورید و همزمان نوک چانه را بالا بکشید. سپس باید ببینید آیا بیمار خودش نفس می‌کشد یا نه.
در روش دهان به دهان، بینی بیمار را با دو انگشت ببندید و دهانتان روی دهان او بگذارید و هوا را درون ریه او بدمید تا حدی که قفسه سینه بالا رود. قبلاً توصیه می‌شد که ضمن انجام تنفس مصنوعی هوا با شدت به درون ریه‌ها دمیده شود. اما از آنجایی که این کار ممکن است تأثیر فشار بر روی قفسه سینه را کاهش دهد و ضمناً جریان خون در ریه‌ها در شرایط ایست قلبی چندان زیاد نیست، به دمیدن هوا با شدت زیاد نیازی نیست و دمیدن هوا صرفا در حدی که باعث بلندشدن قفسه سینه شود کافی است.
تنفس مصنوعی به خصوص برای ایست های قلبی غیر شاهد، ایست های قلبی با مکانیزم آسفیکسیال(خفگی) و افرادی که چند دقیقه‌ای است دچار ایست قلبی شده‌اند و میزان اکسیژن در خونشان کاهش یافته‌است اهمیت دارد.
اما در چند دقیقه اول ایست قلبی(در صورتی که ایست قلبی شاهد باشد و ضمنا مکانیزم آسفیکسیال نداشته باشد) فشار بر روی قفسه سینه یا ماساژ قلبی اهمیت بسیار بیشتری دارد؛ بنابراین انجام تنفس مصنوعی نباید باعث به تأخیر انداختن ماساژ قلبی شود.

## دلایل ایست قلبی
ایست قلبی در اثر دلایل و حوادث بسیاری رخ می دهد که عبارتند از:
- استرس بسیار زیاد و شوک ناگهانی
- بیماری های قلبی و عروقی
- فعالیت های شدید بدنی
- کمبود شدید اکسیژن
- تغییرات ساختاری در قلب
- پایین بودن سطح پتاسیم یا منیزیم خون[۹]

## نگارخانه

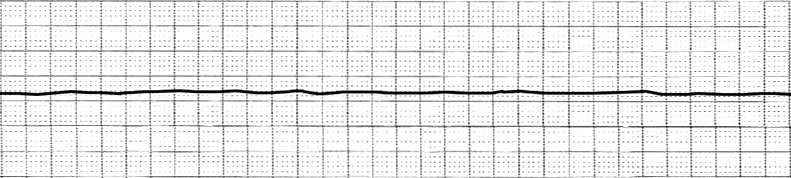
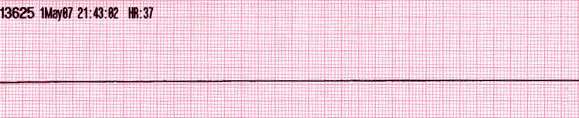